# Coregonus heglingus
Coregonus heglingus är en fiskart som beskrevs av Schinz 1822. Coregonus heglingus ingår i släktet Coregonus och familjen laxfiskar. IUCN kategoriserar arten globalt som otillräckligt studerad. Inga underarter finns listade i Catalogue of Life.